# شورش شاهقلی
شورش شاهقلی (به انگلیسی: Şahkulu rebellion به تُرکی استانبولی: Şahkulu İsyanı) یک قیام گسترده از سوی تُرکمانان قزلباش طرفدار صفویه ساکن آناتولی علیه امپراتوری عثمانی بود که از ۹ آوریل تا ۲ ژوئیهٔ ۱۵۱۱ به رهبری شاهقلی بابا تکلو صورت گرفت.

## شاهقلی بابا تکلو
شاهقلی‌بابا تکه‌لی از ایل تُرکمان تکلو رهبر شورش علویان طرفدار صفویه در آناتولی و شخصیت کاریزماتیک تُرکْمَن‌های قزلباش، از اهالی کرکت الی در شهر آنتالیا بود. ایل تُرکمان تِکِلو در ولایت تِکِه ساکن و در دوران فترت سلجوقیان روم، در بیگ نشین تِکه حاکم بودند. این ایل در زمان شاه اسماعیل صفوی همراه با شش ایل بزرگ تُرکمان (ایل افشار، ایل شاملو، ایل استاجلو، ایل ذوالقدر، ایل روملو و ایل قاجار) از آناتولی عثمانی به ایران آمدند و پایه‌های دودمان صفوی را بنیاد گذاردند. تکلوها از طوایف بزرگ قزلباش بودند که از تکه ایلی (آنتالیا) مهاجرت خود را به ایران در دهه دوم سده دهم آغاز کردند. یکی از سران این طایفه، به نام حسن خلیفه تکلو، معروف به قرابِیِق(پدر شاه قلی بابا) از جانب شیخ جُنَید و شیخ حیدر صفوی از آذربایجان مأمور تبلیغ مذهب شیعه و خاندان شیخ صفی الدین اردبیلی در تکه ایلی شده بود. حسن‌بیگ روملو، مورخ احسن‌التواریخ می‌نویسد، حسن خلیفه دو نوبت به خدمت شیخ حیدر پدر شاه اسماعیل اول رسیده و در حلقه مریدان خاص وی داخل شده‌است. شیخ حیدر او را مأمور کرد که به ولایت خود بازگردد و به ترویج مذهب تشیع و گرد آوردن مریدان همت گمارد.

## دلایل شورش
منابع عثمانی، ضمن بررسی فضای سیاسی موجود در دوران شورش شاهقلی، اظهار می‌کنند که یکی از عواملی که منجر به ظهور این شورش شد، خلاء قدرت در امپراتوری عثمانی بود . منجم‌باشی در اثر خود با عنوان «صحایف الاخبار فی وقایع الاثار» بیان می‌کند به دلیل وضعیت نامناسب سلامتی سلطان بایزید دوم و کشمکش‌ها برای تاج و تخت در میان شاهزادگان وجود داشت، امور دولتی در دست وزیران بود. وزیران و مقامات دولتی که اداره امور را در دست داشتند، نسبت به رعایا ناعادلانه رفتار می‌کردند. رفتار آنها با مردم، رشوه‌خواری آنها و توزیع قدرت از طریق رشوه، اقتدار مرکزی را تضعیف کرد و منجر به شورش شاهقلی شد. یکی دیگر از مورخان عثمانی، مصطفی‌علی گالیپولیایی، بیان می‌کند که کنار گذاشتن سنجاق‌ها توسط شاهزادگان و نزاع‌ها برای تاج و تخت منجر به خلاء قدرت در امپراتوری عثمانی شد. سنجاق تکه، که شامل مناطقی مانند تکه، قورقودالی و المالی بود، جمعیتی از قبایل ترکمن نیمه کوچ‌نشین داشت که تقریباً 40 تا 50 درصد از کل جمعیت را در قرن شانزدهم تشکیل می‌دادند. در اوایل نیمه دوم قرن پانزدهم، مشکلات اجتماعی و اقتصادی همره با روند تمرکزگرایی که در میان قبایل ترکمن ساکن امپراتوری عثمانی آغاز شد، پدیدار شد . نویسندگان ترک در این زمینه اظهار می‌کنند که تلاش‌های دولت مرکزی برای اسکان این گروه‌ها و جمع‌آوری مالیات بیشتر، و رفتار خصمانه مدیران محلی، که بخشی از آنها از ریشه نوکیش بودند و برای این منظور منصوب شده بودند، برای ایجاد شکاف بین آنها و دولت کافی بود. اکثر این مدیران، سبک زندگی، سنت‌ها و باورهای این گروه‌ها را که منافع آنها را تأمین می‌کردند، متفاوت می‌دانستند. با اشاره به گزارشی که علی بن عبدالکریم به سلطان سلیم ارائه داد و به ریشه‌های مشکلات دوران سلطنت بایزید دوم تأکید داشت، نوشته شده است که مدیران شروع به غصب حقوق فقرا کردند و ثروت یک فرد متوفی توسط مدیران، معاونان و مأموران مالیات غارت می‌شد. جامعه وارونه شده بود، از یک سو توده‌ای از فقر رنج می‌بردند و از سوی دیگر طبقه‌ای بسیار ثروتمند وجود داشت. علی بن عبدالکریم این وضعیت طبقات را در گزارش خود چنین شرح می‌دهد: «...یکی از فراوانی می‌میرد، دیگری از قحطی...» او همچنین می‌نویسد که بایزید دوم فقط برای دانشمندان و روشنفکران استانبول و ادرنه ارزش قائل بود. از آنجایی که او به آناتولی علاقه‌ای نداشت، از مشکلات اجتماعی و اقتصادی که در آنجا پدید آمد، بی‌اطلاع ماند. او همچنین در گزارش خود بایزید دوم را با این ادعا که او فقط طوری رفتار می‌کرد که انگار سلطان استانبول و ادرنه است، مورد انتقاد قرار می‌دهد. درنتیجه‌ی دوری سلطان از امور دولتی، رشوه و بی‌عدالتی به مرور زمان افزایش یافت و رعایا ناامید شدند. در این دوره، زوال مداومی در زندگی اجتماعی مردم مشاهده شد. به دلیل گره خوردن تیمارها با رشوه، بسیاری از تیمارداران بی‌زمین ماندند و برای امرار معاش به راه‌های دیگری متوسل شدند. سپاهیان تیماردار که بدون تیمار مانده بودند، نتوانستند شکایات خود را به دولت توضیح دهند و در شورش شاهقلی شرکت کردند و باعث گسترش شورش به سرزمین‌های وسیع و ایجاد محیطی آشفته شدند.

## وقایع شورش و نبرد
بعد از سال‌ها درگیری‌هایی میان شیعه و سنی در منطقه تکه (آنتالیا) به پا خواست که رهبر شیعیان در این درگیری‌ها شاهقلی بابا بود که امتداد این درگیری‌ها سبب شورش شاهقلی بابا در تِکه شد. در این درگیری‌ها شاهقلی بابا به پیروزی‌های بزرگی دست یافته بود و شاهزاده کرکوت را در قلعه‌ای در تکه به اسارت گرفته و اموال او را مصادره کرده بود. در سال ۱۵۱۱میلادی گروهی از شیعیان آناتولی به رهبری شاه قلی بابا تکلو از ایل تُرکمان تکلو علیه حکومت عثمانی شورش کردند و در آن سال شمار زیادی از افراد ایل تکلو (پانزده هزار نفر) برای تقویت سپاه شاه اسماعیل صفوی از آناتولی عثمانی به ایران آمدند. بسیاری از تکلوها پس از شورش وسیع مریدان و پیروان شاه اسماعیل صفوی، به ایران آمدند. رهبر این شورش شاهقلی بابا، پسر و جانشین حسن خلیفه تکلو، بود که مورخان عثمانی به وی لقب شیطانقلی داده‌اند.
شورشیان در مسیر خود به اییان، سپاه قره گوزپاشا، بیگلربیگی عثمانی، را در هم شکستند و سپس سپاهیان صدراعظم عثمانی، علی پاشا (به انگلیسی: Hadım Ali Pasha) را مغلوب کردند. در این جنگ، شاهقلی بابا و علی پاشا نیز به قتل رسیدند. سپس حدود بیست هزار جنگجوی تکلو به رهبری میرعلی خلیفه، جانشین شاهقلی بابا، در اطراف آماسیه و قره حصار به جنگ و گریز با سپاهیان عثمانی پرداختند در پی همین شورشها، سلطان سلیم اول به شناسایی شیعیان ساکن در قلمرو عثمانی پرداخت و چهل هزار تن از آنان را کشت یا زندانی کرد. با این حال، سران تکلو در دوره شاه اسماعیل از امرای بزرگ قزلباش شدند، از جمله ساروعلی مهردار، برون سلطان حاکم مشهد، چوهه سلطان حاکم کلهر و بعدها حاکم اصفهان، قراجه سلطان حاکم همدان، علی سلطان حاکم قزوین و یکان بیگ. در سال ۱۵۲۷میلادی صدها تن از ایل تکلو برای جنگ با فرخ یسار شروانشاه، همراه سایر قزلباشان در اطراف ارزنجان به شاه اسماعیل اول پیوستند و تا پایان عمر او در اغلب جنگها یاری اش دادند.
در نخستین روزهای حکومت شاهزاده کورکود (یکی از شاهزادگان عثمانی) از آنتالیا به مانیسا سفر می‌کرد تا به پایتخت برود. شورشیان به رهبری شاهقلی به کاروان او حمله کردند و خزانه وی به دست قزلباشان افتاد. سپس شروع به حمله به شهرها و کشتن افسران دولت عثمانی در شهرها کردند. او همچنین برای تصرف بخشی از گنجینه سلطنتی به آلاشهر حمله کرد. پس از آن، یک نیروی عظیم از عثمانی تحت رهبری قراگُز احمد پاشا، بیگلربیگی آناتولی، برای دفع حملات وی اعزام شد. اما شاه‌قلی نیروهای احمد پاشا را شکست داد و او را اعدام کرد. این پیروزی باعث افزایش شهرت و اعتبار شاهقلی شد. از نظر جنگجویان قزلباش، پس از یورش به کاروان سلطنتی و کشتن یک مقام بلندپایه عثمانی، شاهقلی شکست ناپذیر تصور می‌شد. سپس دومین ارتش عثمانی برای مقابله با او فرستاده شد. فرماندهان ارتش شاهزاده احمد، یکی از مدعیان تحت امپراتوری عثمانی، و خادم علی پاشا (بیگلربیگی) بودند. آنها با شورشیان به رهبری شاهقلی در نزدیکی آلتین‌تاش (در استان کوتاهیه مدرن) درگیر نبرد شدند، شاهزاده احمد مصمم بود تا به دلیل اهداف سیاسی خود به هر طریق بر قزلباشان شورشی پیروز شود ولی نتوانست به این هدف دست یابد، و از میدان نبرد خارج شد. شورشیان نیز عقب‌نشینی کردند، خادمعلی پاشا با نیروهایش او را تعقیب کرد و در چوبوکوا بین قیصریه و سیواس با هم درگیر شدند. نبرد به تساوی کشیده شد، اما خادم علی پاشا و شاهقلی کشته شدند (ژوئیه ۱۵۱۱).

## موضع شاه اسماعیل صفوی
شورش شاهقلی روابط پرتنش بین امپراتوری عثمانی و دولت صفوی را بیشتر کرد و منجر به تفسیر دوگانه‌ای در ادبیات علمی و تاریخی در مورد نقش شاه اسماعیل در این حادثه شده است. برخی از محققان و دانشگاهیان معتقدند که شاه اسماعیل از این شورش بی‌اطلاع بوده و هیچ حمایت معنوی یا مادی برای آماده‌سازی و تحریک شورش ارائه نکرده است. به عنوان مثال، احمد یاشار اوچاک در اثر خود با عنوان «ردپای اسلام در آناتولی اولیه مدرن - مقالات و تحقیقات دوره عثمانی» می‌نویسد که برای مدت طولانی تصور می‌شد که چنین شورش‌هایی با صفویان مرتبط بوده و حتی توسط آنها حمایت می‌شدند. با این حال، با اطلاعات موجود امروز، کافی نیست که ادعا کنیم چنین جنبش‌هایی، به ویژه شورش شاهقلی، مستقیماً توسط صفویان آغاز شده است. اگرچه شاهقلی در ابتدا خود را از طرف شاه اسماعیل اعلام کرد ، اما وقایع بعدی نشان می‌دهد که چنین ارتباطی وجود نداشته و او مستقل عمل کرده است. تمایز قائل شدن بین این واقعیت که شورش شاهقلی مستقیماً توسط صفویان آغاز شده است و اینکه شرکت‌کنندگان در این رویدادها با صفویان همدردی می‌کردند، دو موضوع جداگانه است. به طور کلی، هیچ مدرک روشنی مبنی بر همراهی شاه اسماعیل به قیام شاهقلی وجود ندارد. پس از کشته شدن شاهقلی، باقی شوشیان به رهبری صوفیان خلیفه بابا تکلو به ایران آمدند. گفته می‌شود که شاه اسماعیل پس از تلاش شورشیان شاهقلی برای عبور از مرزهای صفوی و پناه بردن به شاه اسماعیل، از این قیام آگاه شد. با این حال، مشخص است که شاه اسماعیل از شورشیان استقبال نکرد. پس از بازگشت از لشکرکشی ماوراءالنهر، شاه اسماعیل نمایندگان و رهبران شورشیان را در منطقه شهریار پذیرفت. فعالیت‌های شورشیان، به ویژه غارت کاروان تجاری تبریز که به سمت عثمانی می‌رفت، خشم شاه اسماعیل را برانگیخت. طبق برخی اطلاعات موجود، شاه اسماعیل دو رهبر قیام را به زنده جوشاندن در دیگ محکوم کرد و بسیاری کشته شدند و باقی شورشیان اسیر و بین امرا تقسیم شدند و اموال آن‌ها بین سربازان صفوی توزیع شد. محمد صولاق‌زاده مورخ عثمانی در کتاب تاريخ صولاق‌زاده روایت کاملی از رفتار و نگرش شاه اسماعیل نسبت به شورشیان داردː
آن قوم نگون بخت که مانند گله‌ای از گرگ‌ها به هر ولایتی رسیدند به غارت و چپاول پرداختند به تبریز رسیدند. در راه، با کاروان بزرگی متعلق به شاه مواجه شدند. کاروان را غارت کردند و اهل آن را کشتند و تمام دام‌های آن را بردند. حتی یکی از شیوخ بزرگ، شیخ ابراهیم شبستری با پسرش که در آن کاروان بودند و به قصد حج سفر می‌کردند. به دست این قوم فاسد به شهادت رسیدند. خلاصه، وقتی آن قوم گمراه به سفر خود ادامه دادند و به تبریز رسیدند، با شاه اسماعیل روبرو شدند. شاه هر گروه را به یکی از مأموران خود سپرد تا آن‌ها را از یکدیگر جدا کند و به آن‌ها دستور داد تا جشنی برپا کنند. او همه آن‌ها را به این ترتیب از هم جدا کرد و در روز سوم مقدمات جشن بزرگی فراهم شد. دو دیگ بزرگ در میدان بزرگ شهر، پر از آب شد و آتشی زیر آن‌ها قرار گرفت و آب جوشیده شد. کسانی که آن را دیدند، گمان کردند که برای پخت و پز است. همه به این دیگ نگاه کردند. بنابراین شاه، یکی را برای رهبران خود و دیگری را برای بزرگان روستا جوشاندند و این برای پخت و پز آن اراذل بود و بقیه را به چمنزار سبز تعیین شده بردند. خود شاه زیر سایبان‌های دلچسب و طرح‌داری که در آنجا ساخته شده بود، نشست، از آن‌ها پرسید و گفت: «چه مدت است که با مردم ما زیر سایه حمایت پدرم سلطان بایزید خان در صلح بوده‌اید، چه لزومی داشت که از اطاعت او سرپیچی کنید و علیه او بشروید؟» سرداران بی‌صداقت، فاسد و گستاخ پاسخ دادند: «بایزیدخان پیر و ضعیف بود، به بیماری مبتلا، از بلای پیری رنج می‌برد و از تدبیر امور دور بود. با سپردن زمام امور مملکت به وزیرانش، اختلاف در کشور پدید آمد. رعایا زیر پا لگدمال شدند. ما تصمیم گرفتیم ظلم او را تحمل نکنیم و رفتیم و آرزوی همیشگی ما این بود که به دیدار اعلیحضرت شاه برویم و جمال او را ببینیم.» شاه اسماعیل دوباره پرسید: «پس چه لزومی داشت که کشور را غارت و ویران کنیم؟» آن‌ها به این سؤال اینگونه پاسخ دادند: «برای انتقام از بی‌عدالتی‌هایی که متحمل شده بودیم. علاوه بر این، ما برای افزایش هواداران خود به غارت و چپاول متوسل شدیم.» شاه اسماعیل: «این پاسخ غیرقابل قبول است. شما می‌دانستید که بین سلطان بایزید خان و ما اتحاد پدری و فرزندی وجود دارد. چرا با آسیب رساندن به کشور او، آن را خیانت بزرگی به من ندانستید؟ فرض کنیم که شما در این امر مقصر نبودید. دلیل حمله به کاروان و بازرگانان ما چیست؟ آزار و اذیت و حمله به یک تاجر، عملی برای بستن راه است. کاری که شما انجام دادید با سخنان شما سازگار نیست و سخنان شما با یکدیگر سازگار نیستند.» رهبر ملعونین به سخنان شاه اسماعیل پاسخی نداد، اما سرانجام به جرم خود اعتراف کرد. پس از آن، شاه اسماعیل گفت: «خب، پس با اجازه چه کسی این کلاه [قزلباش] را که بر سر داری، بر سر گذاشته‌ای؟» رئیس پاسخ داد: «نشانه غازیان است.» شاه اسماعیل: «پوشیدن این کلاه با اجازه پادشاهان من (خلیفةالخلفا) مرتبط است. تو کی غازی شدی؟ آیا غازی است که خون مسلمانان را به ناحق بریزی؟... » هر دو را در آن دیگ‌ها انداختند. همچنین افسران دیگر را نیز کشتند و به سزای جنایاتشان رساندند.